# Danh sách di sản văn hóa Tây Ban Nha được quan tâm ở hạt Vallès Oriental (tỉnh Barcelona)
Danh sách di sản văn hóa Tây Ban Nha được quan tâm ở hạt Vallès Oriental (tỉnh Barcelona).

## Di tích theo thành phố

### A

#### Aiguafreda
| Tên              | Dạng            | Địa điểm   | Tọa độ                                        | Số hồ sơ tham khảo? | Ngày nhận danh hiệu? | Hình ảnh     |
| ---------------- | --------------- | ---------- | --------------------------------------------- | ------------------- | -------------------- | ------------ |
| Lâu đài Cruilles | Di tích Lâu đài | Aiguafreda | 41°46′49″B 2°15′21″Đ / 41,780388°B 2,255832°Đ | RI-51-0005170       | 08-11-1988           | Upload image |

### B

#### Bigas(Bigues i Riells)
| Tên                               | Dạng            | Địa điểm | Tọa độ                                        | Số hồ sơ tham khảo? | Ngày nhận danh hiệu? | Hình ảnh                                      |
| --------------------------------- | --------------- | -------- | --------------------------------------------- | ------------------- | -------------------- | --------------------------------------------- |
| Lâu đài Montbui (Bigues i Riells) | Di tích Lâu đài | Bigas    | 41°39′51″B 2°10′37″Đ / 41,664091°B 2,176986°Đ | RI-51-0005207       | 08-11-1988           | Castillo de Montbui · Upload image            |
| Tu viện Sant Miquel Fai           | Di tích Lâu đài | Bigas    | 41°42′58″B 2°11′26″Đ / 41,71609°B 2,190473°Đ  | RI-51-0005209       | 08-11-1988           | Castillo de San Miguel del Fai · Upload image |
| Tháp                              | Di tích Lâu đài | Bigas    | 41°40′31″B 2°12′16″Đ / 41,675282°B 2,20456°Đ  | RI-51-0005208       | 08-11-1988           | La Torre · Upload image                       |

### C

#### Caldas de Montbui(Caldes de Montbui)
| Tên         | Dạng           | Địa điểm          | Tọa độ                                        | Số hồ sơ tham khảo? | Ngày nhận danh hiệu? | Hình ảnh                         |
| ----------- | -------------- | ----------------- | --------------------------------------------- | ------------------- | -------------------- | -------------------------------- |
| Baño Romano | Di tích Termas | Caldas de Montbui | 41°38′04″B 2°09′42″Đ / 41,634485°B 2,161584°Đ | RI-51-0000446       | 03-06-1931           | Baño Romano · Upload image       |
| Tháp Roja   | Di tích Tháp   | Caldas de Montbui | 41°37′59″B 2°08′37″Đ / 41,633088°B 2,143523°Đ | RI-51-0005225       | 08-11-1988           | La Torre Roja · Upload image     |
| Tháp Presó  | Di tích Tháp   | Caldas de Montbui | 41°38′07″B 2°09′47″Đ / 41,635221°B 2,163085°Đ | RI-51-0005224       | 08-11-1988           | Torre de la Presó · Upload image |

#### Cánoves(Cànoves i Samalús)
| Tên             | Dạng            | Địa điểm | Tọa độ                                        | Số hồ sơ tham khảo? | Ngày nhận danh hiệu? | Hình ảnh                           |
| --------------- | --------------- | -------- | --------------------------------------------- | ------------------- | -------------------- | ---------------------------------- |
| Lâu đài Cánoves | Di tích Lâu đài | Cánoves  | 41°41′57″B 2°21′14″Đ / 41,69921°B 2,353935°Đ  | RI-51-0005233       | 08-11-1988           | Upload image                       |
| Lâu đài Samalús | Di tích Lâu đài | Cánoves  | 41°41′28″B 2°18′51″Đ / 41,691201°B 2,314038°Đ | RI-51-0005234       | 08-11-1988           | Castillo de Samalús · Upload image |

#### Castellcir
| Tên           | Dạng            | Địa điểm   | Tọa độ                                        | Số hồ sơ tham khảo? | Ngày nhận danh hiệu? | Hình ảnh                              |
| ------------- | --------------- | ---------- | --------------------------------------------- | ------------------- | -------------------- | ------------------------------------- |
| Lâu đài Popa  | Di tích Lâu đài | Castellcir | 41°46′27″B 2°10′37″Đ / 41,774267°B 2,176937°Đ | RI-51-0005246       | 08-11-1988           | Castillo de Castellcir · Upload image |
| Lâu đài Marfa | Di tích Lâu đài | Castellcir | 41°46′46″B 2°04′08″Đ / 41,77932°B 2,068926°Đ  | RI-51-0005248       | 08-11-1988           | Castillo de Marfa · Upload image      |
| Torrota Moros | Di tích Tháp    | Castellcir | 41°46′11″B 2°09′56″Đ / 41,76975°B 2,165579°Đ  | RI-51-0005247       | 08-11-1988           | Torrota de los Moros · Upload image   |

#### Castelltersol(Castellterçol)
| Tên                                          | Dạng            | Địa điểm      | Tọa độ                                        | Số hồ sơ tham khảo? | Ngày nhận danh hiệu? | Hình ảnh                                 |
| -------------------------------------------- | --------------- | ------------- | --------------------------------------------- | ------------------- | -------------------- | ---------------------------------------- |
| Nhà Prat Riba                                | Di tích         | Castelltersol | 41°45′05″B 2°07′10″Đ / 41,751494°B 2,119446°Đ | RI-51-0005097       | 08-11-1983           | Casa Prat de la Riba · Upload image      |
| Lâu đài Castelltersol                        | Di tích Lâu đài | Castelltersol | 41°44′42″B 2°07′13″Đ / 41,745003°B 2,120283°Đ | RI-51-0005366       | 08-11-1988           | Castillo de Castelltersol · Upload image |
| Escudo Capilla San Gaietá                    | Di tích Escudo  | Castelltersol |                                               | RI-51-0012053       | 25-06-1985           | Upload image                             |
| Escudo Taiadella, ở Cung điện Marqueses Alós | Di tích Escudo  | Castelltersol |                                               | RI-51-0012052       | 25-06-1985           | Upload image                             |

### F

#### Figaró-Montmany
| Tên              | Dạng            | Địa điểm                 | Tọa độ                                        | Số hồ sơ tham khảo? | Ngày nhận danh hiệu? | Hình ảnh                            |
| ---------------- | --------------- | ------------------------ | --------------------------------------------- | ------------------- | -------------------- | ----------------------------------- |
| Lâu đài Montmany | Di tích Lâu đài | Figaró-Montmany Montmany | 41°43′18″B 2°15′01″Đ / 41,72155°B 2,250208°Đ  | RI-51-0005554       | 08-11-1988           | Castillo de Montmany · Upload image |
| Tháp Puiggraciós | Di tích Tháp    | Figaró-Montmany          | 41°42′22″B 2°14′55″Đ / 41,706085°B 2,248531°Đ | RI-51-0005555       | 08-11-1988           | Torre de Puiggraciós · Upload image |

### G

#### Granera
| Tên             | Dạng            | Địa điểm | Tọa độ                                        | Số hồ sơ tham khảo? | Ngày nhận danh hiệu? | Hình ảnh                           |
| --------------- | --------------- | -------- | --------------------------------------------- | ------------------- | -------------------- | ---------------------------------- |
| Lâu đài Granera | Di tích Lâu đài | Granera  | 41°43′48″B 2°03′28″Đ / 41,729898°B 2,057725°Đ | RI-51-0005492       | 08-11-1988           | Castillo de Granera · Upload image |
| Tháp Raval Baix | Di tích Tháp    | Granera  | 41°43′51″B 2°03′47″Đ / 41,730769°B 2,062919°Đ | RI-51-0005493       | 08-11-1988           | Upload image                       |

#### Granollers
| Tên                  | Dạng                                    | Địa điểm                       | Tọa độ                                        | Số hồ sơ tham khảo? | Ngày nhận danh hiệu? | Hình ảnh                                      |
| -------------------- | --------------------------------------- | ------------------------------ | --------------------------------------------- | ------------------- | -------------------- | --------------------------------------------- |
| Antiguas Tường thành | Di tích Kiến trúc phòng thủ Tường thành | Granollers                     | 41°36′32″B 2°17′17″Đ / 41,608916°B 2,287918°Đ | RI-51-0005494       | 08-11-1988           | Antiguas Murallas (Granollers) · Upload image |
| Bảo tàng Granollers  | Di tích Bảo tàng                        | Granollers C/ Anselm Clavé, 40 | 41°36′25″B 2°17′18″Đ / 41,606897°B 2,288446°Đ | RI-51-0001324       | 01-03-1962           | Museo Municipal de Granollers · Upload image  |
| Tháp Aguas           | Di tích Kiến trúc phòng thủ Tháp        | Granollers                     | 41°35′19″B 2°16′47″Đ / 41,588577°B 2,279849°Đ | RI-51-0005496       | 08-11-1988           | Torre de las Aguas · Upload image             |
| Tháp Pinós           | Di tích Kiến trúc phòng thủ Tháp        | Granollers                     | 41°36′50″B 2°17′59″Đ / 41,613991°B 2,299688°Đ | RI-51-0005495       | 08-11-1988           | Torre de Pinós · Upload image                 |

### L

#### La Ametlla(L'Ametlla del Vallès)
| Tên        | Dạng    | Địa điểm   | Tọa độ                                        | Số hồ sơ tham khảo? | Ngày nhận danh hiệu? | Hình ảnh                  |
| ---------- | ------- | ---------- | --------------------------------------------- | ------------------- | -------------------- | ------------------------- |
| Can Draper | Di tích | La Ametlla | 41°39′43″B 2°15′53″Đ / 41,662019°B 2,264634°Đ | RI-51-0005173       | 08-11-1988           | Can Draper · Upload image |

#### La Garriga
| Tên                     | Dạng                             | Địa điểm   | Tọa độ                                        | Số hồ sơ tham khảo? | Ngày nhận danh hiệu? | Hình ảnh                                  |
| ----------------------- | -------------------------------- | ---------- | --------------------------------------------- | ------------------- | -------------------- | ----------------------------------------- |
| Nhà Barbey              | Di tích Kiểu: Modernismo catalán | La Garriga | 41°41′00″B 2°17′13″Đ / 41,683273°B 2,287064°Đ | RI-51-0009959       | 31-10-1997           | Casa Barbey · Upload image                |
| Nhà Antoni Barraquer    | Di tích Kiểu: Modernismo catalán | La Garriga | 41°40′59″B 2°17′16″Đ / 41,683177°B 2,287666°Đ | RI-51-0009961       | 31-10-1997           | Casa Barraquer · Upload image             |
| Lâu đài Rosanes         | Di tích Lâu đài                  | La Garriga | 41°39′47″B 2°16′53″Đ / 41,663053°B 2,28151°Đ  | RI-51-0005483       | 08-11-1988           | Castillo Rosanes · Upload image           |
| Bombonera (Garriga)     | Di tích Kiểu: Modernismo catalán | La Garriga | 41°41′00″B 2°17′15″Đ / 41,683438°B 2,287543°Đ | RI-51-0009962       | 31-10-1997           | La Bombonera · Upload image               |
| Tháp Iris               | Di tích Kiểu: Modernismo catalán | La Garriga | 41°41′01″B 2°17′15″Đ / 41,683636°B 2,287505°Đ | RI-51-0009960       | 31-10-1997           | Torre Iris · Upload image                 |
| Villa romana Can Terrés | Khu khảo cổ Di tích La Mã        | La Garriga | 41°40′13″B 2°17′17″Đ / 41,670349°B 2,288143°Đ | RI-55-0000577       | 09-04-2001           | Villa romana de Can Terrés · Upload image |

#### La Roca del Vallés(La Roca del Vallès)
| Tên               | Dạng                      | Địa điểm           | Tọa độ                                        | Số hồ sơ tham khảo? | Ngày nhận danh hiệu? | Hình ảnh                                 |
| ----------------- | ------------------------- | ------------------ | --------------------------------------------- | ------------------- | -------------------- | ---------------------------------------- |
| Casal Vilalba     | Di tích                   | La Roca del Vallés | 41°37′51″B 2°20′58″Đ / 41,630708°B 2,349447°Đ | RI-51-0005618       | 08-11-1988           | Casal de Vilalba · Upload image          |
| Lâu đài Bell-lloc | Di tích Lâu đài           | La Roca del Vallés | 41°37′33″B 2°20′07″Đ / 41,625938°B 2,335325°Đ | RI-51-0005617       | 08-11-1988           | Upload image                             |
| Lâu đài Roca      | Di tích Lâu đài           | La Roca del Vallés | 41°35′29″B 2°19′41″Đ / 41,591486°B 2,328185°Đ | RI-51-0005616       | 08-11-1988           | Castillo de La Roca · Upload image       |
| Đá Golondrinas    | Khu khảo cổ Nghệ thuật đá | La Roca del Vallés | 41°34′00″B 2°19′28″Đ / 41,566718°B 2,324458°Đ | RI-55-0000326       | 16-10-1991           | Piedra de las Golondrinas · Upload image |

#### Las Franquesas del Vallés(Les Franqueses del Vallès)
| Tên                         | Dạng            | Địa điểm                  | Tọa độ                                        | Số hồ sơ tham khảo? | Ngày nhận danh hiệu? | Hình ảnh                                         |
| --------------------------- | --------------- | ------------------------- | --------------------------------------------- | ------------------- | -------------------- | ------------------------------------------------ |
| Nhà thờ Santa María Llerona | Di tích Nhà thờ | Las Franquesas del Vallés | 41°38′59″B 2°18′01″Đ / 41,649721°B 2,300164°Đ | RI-51-0004366       | 11-06-1979           | Iglesia de Santa María de Llerona · Upload image |
| Tháp Marata                 | Di tích Tháp    | Las Franquesas del Vallés | 41°38′47″B 2°19′23″Đ / 41,646379°B 2,323189°Đ | RI-51-0005480       | 08-11-1988           | Upload image                                     |
| Tháp Seva                   | Di tích Tháp    | Las Franquesas del Vallés | 41°38′47″B 2°18′59″Đ / 41,646404°B 2,316303°Đ | RI-51-0005479       | 08-11-1988           | Torre de Seva · Upload image                     |

#### Llinás del Vallés(Llinars del Vallès)
| Tên                                        | Dạng            | Địa điểm          | Tọa độ                                        | Số hồ sơ tham khảo? | Ngày nhận danh hiệu? | Hình ảnh                                 |
| ------------------------------------------ | --------------- | ----------------- | --------------------------------------------- | ------------------- | -------------------- | ---------------------------------------- |
| Lâu đài Far (Castellvell Llinars)          | Di tích Lâu đài | Llinás del Vallés | 41°37′35″B 2°24′26″Đ / 41,626471°B 2,4071°Đ   | RI-51-0005512       | 08-11-1988           | Castillo del Far · Upload image          |
| Lâu đài Nuevo Llinars (Castellnou Llinars) | Di tích Lâu đài | Llinás del Vallés | 41°38′25″B 2°24′12″Đ / 41,640369°B 2,403377°Đ | RI-51-0005089       | 28-04-1983           | Castillo Nuevo de Llinars · Upload image |
| Torreón Moro                               | Di tích Tháp    | Llinás del Vallés | 41°37′08″B 2°23′10″Đ / 41,618802°B 2,386024°Đ | RI-51-0005513       | 08-11-1988           | Torreón del Moro · Upload image          |

#### Llissá de Vall(Lliçà de Vall)
| Tên                             | Dạng            | Địa điểm       | Tọa độ                                        | Số hồ sơ tham khảo? | Ngày nhận danh hiệu? | Hình ảnh                |
| ------------------------------- | --------------- | -------------- | --------------------------------------------- | ------------------- | -------------------- | ----------------------- |
| Can Coll (Edificio fortificado) | Di tích Lâu đài | Llissá de Vall | 41°35′06″B 2°14′24″Đ / 41,584941°B 2,239993°Đ | RI-51-0005511       | 08-11-1988           | Can Coll · Upload image |

### M

#### Montornés del Vallés(Montornès del Vallès)
| Tên                                  | Dạng            | Địa điểm                            | Tọa độ                                        | Số hồ sơ tham khảo?           | Ngày nhận danh hiệu? | Hình ảnh                             |
| ------------------------------------ | --------------- | ----------------------------------- | --------------------------------------------- | ----------------------------- | -------------------- | ------------------------------------ |
| Lâu đài Montornés (Montornés Vallés) | Di tích Lâu đài | Montornés del Vallés và Vallromanes | 41°31′39″B 2°16′20″Đ / 41,527584°B 2,272132°Đ | RI-51-0005556 y RI-51-0005755 | 08-11-1988           | Castillo de Montornés · Upload image |

#### Montseny (Barcelona)
| Tên                         | Dạng    | Địa điểm             | Tọa độ | Số hồ sơ tham khảo? | Ngày nhận danh hiệu? | Hình ảnh     |
| --------------------------- | ------- | -------------------- | ------ | ------------------- | -------------------- | ------------ |
| Estela Calma hay Sitja Llop | Di tích | Montseny (Barcelona) |        | RI-51-0012019       |                      | Upload image |

### P

#### Parets(Parets del Vallès)
| Tên         | Dạng         | Địa điểm | Tọa độ                                        | Số hồ sơ tham khảo? | Ngày nhận danh hiệu? | Hình ảnh                       |
| ----------- | ------------ | -------- | --------------------------------------------- | ------------------- | -------------------- | ------------------------------ |
| Nhà Cellers | Di tích Tháp | Parets   | 41°33′48″B 2°14′22″Đ / 41,563255°B 2,239574°Đ | RI-51-0005586       | 08-11-1988           | Casa de Cellers · Upload image |

### S

#### San Celoni(Sant Celoni)
| Tên                           | Dạng                | Địa điểm   | Tọa độ                                        | Số hồ sơ tham khảo? | Ngày nhận danh hiệu? | Hình ảnh                                         |
| ----------------------------- | ------------------- | ---------- | --------------------------------------------- | ------------------- | -------------------- | ------------------------------------------------ |
| Recinto tăng cường San Celoni | Di tích Tường thành | San Celoni | 41°41′30″B 2°29′35″Đ / 41,691719°B 2,493155°Đ | RI-51-0005634       | 08-11-1988           | Recinto fortificado de San Celoni · Upload image |

#### San Esteban de Palautordera(Sant Esteve de Palautordera)
| Tên              | Dạng            | Địa điểm                    | Tọa độ                                        | Số hồ sơ tham khảo? | Ngày nhận danh hiệu? | Hình ảnh                            |
| ---------------- | --------------- | --------------------------- | --------------------------------------------- | ------------------- | -------------------- | ----------------------------------- |
| Lâu đài Montclús | Di tích Lâu đài | San Esteban de Palautordera | 41°43′21″B 2°25′57″Đ / 41,722626°B 2,432391°Đ | RI-51-0005636       | 08-11-1988           | Castillo de Montclús · Upload image |
| Lâu đài Fluviá   | Di tích Lâu đài | San Esteban de Palautordera | 41°43′19″B 2°24′54″Đ / 41,721989°B 2,415121°Đ | RI-51-0005637       | 08-11-1988           | Upload image                        |

#### San Felíu de Codinas(Sant Feliu de Codines)
| Tên                       | Dạng            | Địa điểm             | Tọa độ                                        | Số hồ sơ tham khảo? | Ngày nhận danh hiệu? | Hình ảnh                                      |
| ------------------------- | --------------- | -------------------- | --------------------------------------------- | ------------------- | -------------------- | --------------------------------------------- |
| Tòa nhà tăng cường Villar | Di tích Lâu đài | San Felíu de Codinas | 41°40′54″B 2°10′12″Đ / 41,681579°B 2,169918°Đ | RI-51-0005638       | 08-11-1988           | Edificio fortificado el Villar · Upload image |

#### San Pedro de Vilamajor(Sant Pere de Vilamajor)
| Tên         | Dạng            | Địa điểm               | Tọa độ                                      | Số hồ sơ tham khảo? | Ngày nhận danh hiệu? | Hình ảnh                       |
| ----------- | --------------- | ---------------------- | ------------------------------------------- | ------------------- | -------------------- | ------------------------------ |
| Tháp Fuerza | Di tích Lâu đài | San Pedro de Vilamajor | 41°41′03″B 2°23′18″Đ / 41,684045°B 2,3882°Đ | RI-51-0005674       | 08-11-1988           | Torre la Fuerza · Upload image |

#### San Quirico Safaja(Sant Quirze Safaja)
| Tên                               | Dạng            | Địa điểm                 | Tọa độ                                        | Số hồ sơ tham khảo? | Ngày nhận danh hiệu? | Hình ảnh                  |
| --------------------------------- | --------------- | ------------------------ | --------------------------------------------- | ------------------- | -------------------- | ------------------------- |
| Clascar (Edificación fortificada) | Di tích Lâu đài | San Quirico Safaja Bertí | 41°42′54″B 2°13′43″Đ / 41,715077°B 2,228567°Đ | RI-51-0005677       | 08-11-1988           | El Clascar · Upload image |

#### Santa María de Martorellas de Arriba(Santa Maria de Martorelles)
| Tên                 | Dạng            | Địa điểm                             | Tọa độ                                        | Số hồ sơ tham khảo? | Ngày nhận danh hiệu? | Hình ảnh     |
| ------------------- | --------------- | ------------------------------------ | --------------------------------------------- | ------------------- | -------------------- | ------------ |
| Lâu đài Castell-Ruf | Di tích Lâu đài | Santa María de Martorellas de Arriba | 41°30′53″B 2°15′59″Đ / 41,514733°B 2,266325°Đ | RI-51-0005530       | 08-11-1988           | Upload image |

#### Santa Maria de Palautordera(Santa Maria de Palautordera)
| Tên                                       | Dạng         | Địa điểm                    | Tọa độ                                       | Số hồ sơ tham khảo? | Ngày nhận danh hiệu? | Hình ảnh                                                       |
| ----------------------------------------- | ------------ | --------------------------- | -------------------------------------------- | ------------------- | -------------------- | -------------------------------------------------------------- |
| Torre-campanario Santa María Palautordera | Di tích Tháp | Santa Maria de Palautordera | 41°41′34″B 2°26′41″Đ / 41,692682°B 2,44467°Đ | RI-51-0005707       | 08-11-1988           | Torre-campanario de Santa María de Palautordera · Upload image |

### T

#### Tagamanent
| Tên                                | Dạng            | Địa điểm   | Tọa độ                                        | Số hồ sơ tham khảo? | Ngày nhận danh hiệu? | Hình ảnh                              |
| ---------------------------------- | --------------- | ---------- | --------------------------------------------- | ------------------- | -------------------- | ------------------------------------- |
| Lâu đài Tagamanent                 | Di tích Lâu đài | Tagamanent | 41°44′51″B 2°17′44″Đ / 41,747482°B 2,295603°Đ | RI-51-0005727       | 08-11-1988           | Castillo de Tagamanent · Upload image |
| Pedralba (Edificación fortificada) | Di tích Lâu đài | Tagamanent | 41°44′35″B 2°16′05″Đ / 41,743119°B 2,267992°Đ | RI-51-0005728       | 08-11-1988           | Upload image                          |